# Voleibol en los Juegos Mediterráneos de 2009
El torneo de voleibol en los Juegos Mediterráneos de 2009 se realizó en el pabellón Palasport Chieti de la localidad de Montesilvano (Italia) entre el 29 de junio y el 5 de junio de 2009.

## Resultados
| Evento            | Oro    | Plata   | Bronce    |
| ----------------- | ------ | ------- | --------- |
| Masculino (05.07) | Italia | España  | Eslovenia |
| Femenino (04.07)  | Italia | Turquía | Croacia   |

## Medallero
| Núm. | País      | Oro | Plata | Bronce | Total |
| ---- | --------- | --- | ----- | ------ | ----- |
| 1    | Italia    | 2   | 0     | 0      | 2     |
| 2    | España    | 0   | 1     | 0      | 1     |
| 2    | Turquía   | 0   | 1     | 0      | 1     |
| 4    | Croacia   | 0   | 0     | 1      | 1     |
| 4    | Eslovenia | 0   | 0     | 1      | 1     |
|      | TOTAL     | 2   | 2     | 2      | 6     |

- Datos: Q3892462
- Multimedia: Volleyball at the 2009 Mediterranean Games / Q3892462